# جلينيس رييس
جلينيس رييس مواليد 31 يوليو 1989، هي لاعبة كرة يد كوبية تلعب كجناح أيمن. مثلت منتخب كوبا لكرة اليد للسيدات.

## سجل المنافسة
شاركت في البطولات التالية:
- بطولة العالم لكرة اليد للسيدات 2015

## روابط خارجية
- جلينيس رييس على موقع الاتحاد الأوروبي لكرة اليد (الإنجليزية)